# Gino Guerrero
Gino Guerrero Lara (Lima, provincia de Lima, Perú, 24 de octubre de 1992) es un futbolista peruano. Juega como extremo derecho y su equipo actual es FC Cajamarca de la Liga 2 de Perú.

## Trayectoria

### Alianza Lima
Con el Club Alianza Lima, ganó la Copa Federación de 2009 y el Torneo de Promoción y Reserva de 2011. Posteriormente, anotó un gol con el equipo blanquiazul en la Copa Libertadores Sub-20 de 2012. Una vez culminado dicho torneo, se enroló en el primer equipo y debutó en Primera División. Aquel año jugó 13 partidos y fue una de las principales piezas de cambio.
A mediados del 2013 viajó a Portugal, realizando la pretemporada en el Pacos de Ferreira de la Primera Liga. Sin embargo no logró debutar en el primer equipo.

### Juan Aurich
En 2014 fue subcampeón nacional con el Juan Aurich, perdió la final con Sporting Cristal. En un momento fue separado por indisciplina acusado por su director técnico Roberto Mosquera.

### Cienciano y León de Huanuco
En 2015 fichó por Cienciano y mitad de año pasó al León de Huánuco en busca de mayor continuidad, finalmente descendería con el club huanuqueño. 

### Deportivo Coopsol
Al siguiente año ficha por Deportivo Coopsol, club donde peleó el ascenso hasta el final siendo el Lobo una de las manijas del equipo.

### Universidad Técnica de Cajamarca
Debido a su buen rendimiento el 2017 fue fichado por UTC de Cajamarca club donde destaca.
A mediados del 2017 Pedro Troglio manifestó su deseó de contar con el jugador para Universitario de Deportes. Sin embargo, el déficit económico del equipo crema y la negativa del presidente de UTC, hicieron que no se dé el fichaje debido a que el jugador tenía contrato con UTC de Cajamarca. Fue considerado como uno de los mejores de su club a lo largo del año, consiguiendo clasificar a la Copa Sudamericana 2018.

#### Guaraní
A finales de 2017 y tras sus buenas actuaciones en UTC se confirmó el fichaje por parte del club paraguayo Guaraní sin embargo no pudo debutar hasta después de 3 tras un supuesto escándalo de violación,finalmente el 20 de junio del 2018 se desliga de Guaraní teniendo un paso sin pena ni gloria

### F.B.C. Melgar
Tras su salida de Guaraní es fichado el 25 de agosto por FBC Melgar para disputar el Torneo Clausura 2018.

## Vida privada

### Caso de supuesto intento de violación sexual adolescente
El futbolista en enero de 2018 fue acusado de intentar ultrajar a una menor de edad en la ciudad de San Lorenzo, en el departamento Central de Paraguay, esto fue el principal motivo para la disolución del contrato con el Club Guaraní por decisión de sus dirigentes.

"Con todo lo que nos están informando, no queremos tener esa clase de gente en nuestro club y ya estamos evaluando otras opciones para reemplazar al jugador peruano".
Extracto de Presidente de Guaraní: "Ya decidimos resolver el contrato de Gino Guerrero del diario Depor, 10 de enero de 2018.

El supuesto acto de coito forzado se habría llevado el 6 de enero durante una reunión a la que fue invitado Guerrero. Como consecuencia el Poder Judicial de Paraguay ordenó la captura por parte de la policía.

## Estadísticas
Actualizado al último partido disputado el 19 de octubre de 2020. 
| Club                                                                                   | Div.          | Temporada     | Liga  | Liga  | Liga   | Copas nacionales(1) | Copas nacionales(1) | Copas nacionales(1) | Copas internacionales | Copas internacionales | Copas internacionales | Total(2) | Total(2) | Total(2) |
| Club                                                                                   | Div.          | Temporada     | Part. | Goles | Asist. | Part.               | Goles               | Asist.              | Part.                 | Goles                 | Asist.                | Part.    | Goles    | Asist.   |
| -------------------------------------------------------------------------------------- | ------------- | ------------- | ----- | ----- | ------ | ------------------- | ------------------- | ------------------- | --------------------- | --------------------- | --------------------- | -------- | -------- | -------- |
| Alianza Lima · Perú                                                                    | 1.ª           | 2011          | 0     | 0     | 0      | 1                   | 0                   | 0                   | -                     | -                     | -                     | 1        | 0        | 0        |
| Alianza Lima · Perú                                                                    | 1.ª           | 2012          | 13    | 0     | 1      | -                   | -                   | -                   | -                     | -                     | -                     | 13       | 0        | 1        |
| Alianza Lima · Perú                                                                    | 1.ª           | 2013          | 6     | 0     | 0      | -                   | -                   | -                   | -                     | -                     | -                     | 6        | 0        | 0        |
| Alianza Lima · Perú                                                                    | Total club    | Total club    | 19    | 0     | 1      | 1                   | 0                   | 0                   | 0                     | 0                     | 0                     | 20       | 0        | 1        |
| Paços de Ferreira Portugal                                                             | 1.ª           | 2013-14       | 0     | 0     | 0      | 0                   | 0                   | 0                   | -                     | -                     | -                     | 0        | 0        | 0        |
| Paços de Ferreira Portugal                                                             | Total club    | Total club    | 0     | 0     | 0      | 0                   | 0                   | 0                   | 0                     | 0                     | 0                     | 0        | 0        | 0        |
| Juan Aurich · Perú                                                                     | 1.ª           | 2014          | 5     | 0     | 1      | 4                   | 0                   | 0                   | -                     | -                     | -                     | 9        | 0        | 1        |
| Juan Aurich · Perú                                                                     | Total club    | Total club    | 5     | 0     | 1      | 4                   | 0                   | 0                   | 0                     | 0                     | 0                     | 9        | 0        | 1        |
| Cienciano · Perú                                                                       | 1.ª           | 2015          | 3     | 0     | 0      | 6                   | 1                   | 2                   | -                     | -                     | -                     | 9        | 1        | 2        |
| Cienciano · Perú                                                                       | Total club    | Total club    | 3     | 0     | 0      | 6                   | 1                   | 2                   | 0                     | 0                     | 0                     | 9        | 1        | 2        |
| León de Huánuco · Perú                                                                 | 1.ª           | 2015          | 3     | 1     | 0      | -                   | -                   | -                   | -                     | -                     | -                     | 3        | 1        | 0        |
| León de Huánuco · Perú                                                                 | Total club    | Total club    | 3     | 1     | 0      | 0                   | 0                   | 0                   | 0                     | 0                     | 0                     | 3        | 1        | 0        |
| Deportivo Coopsol · Perú                                                               | 2.ª           | 2016          | 4     | 0     | 0      | -                   | -                   | -                   | -                     | -                     | -                     | 4        | 0        | 0        |
| Deportivo Coopsol · Perú                                                               | Total club    | Total club    | 4     | 0     | 0      | 0                   | 0                   | 0                   | 0                     | 0                     | 0                     | 4        | 0        | 0        |
| U. T. C. · Perú                                                                        | 1.ª           | 2017          | 40    | 8     | 3      | 1                   | 0                   | 1                   | -                     | -                     | -                     | 41       | 8        | 4        |
| Guaraní Paraguay                                                                       | 1.ª           | 2018          | 2     | 0     | 0      | -                   | -                   | -                   | -                     | -                     | -                     | 2        | 0        | 0        |
| Guaraní Paraguay                                                                       | Total club    | Total club    | 2     | 0     | 0      | 0                   | 0                   | 0                   | 0                     | 0                     | 0                     | 2        | 0        | 0        |
| F. B. C. Melgar · Perú                                                                 | 1.ª           | 2018          | 9     | 1     | 0      | -                   | -                   | -                   | -                     | -                     | -                     | 9        | 1        | 0        |
| F. B. C. Melgar · Perú                                                                 | 1.ª           | 2019          | 5     | 0     | 0      | -                   | -                   | -                   | 3                     | 0                     | 0                     | 8        | 0        | 0        |
| F. B. C. Melgar · Perú                                                                 | Total club    | Total club    | 14    | 1     | 0      | 0                   | 0                   | 0                   | 3                     | 0                     | 0                     | 17       | 1        | 0        |
| Cusco F. C. · Perú                                                                     | 1.ª           | 2019          | 4     | 0     | 0      | 2                   | 0                   | 0                   | -                     | -                     | -                     | 6        | 0        | 0        |
| Cusco F. C. · Perú                                                                     | Total club    | Total club    | 4     | 0     | 0      | 2                   | 0                   | 0                   | 0                     | 0                     | 0                     | 6        | 0        | 0        |
| U. T. C. · Perú                                                                        | 1.ª           | 2020          | 4     | 0     | 0      | -                   | -                   | -                   | -                     | -                     | -                     | 4        | 0        | 0        |
| U. T. C. · Perú                                                                        | Total club    | Total club    | 44    | 8     | 3      | 1                   | 0                   | 1                   | 0                     | 0                     | 0                     | 45       | 8        | 4        |
| Total carrera                                                                          | Total carrera | Total carrera | 98    | 10    | 5      | 14                  | 0                   | 3                   | 3                     | 0                     | 0                     | 115      | 10       | 8        |
| (1) Incluye datos de la Copa Bicentenario. (2) No incluye goles en partidos amistosos. |               |               |       |       |        |                     |                     |                     |                       |                       |                       |          |          |          |

## Palmarés
| Título                        | Club            | País | Año  |
| ----------------------------- | --------------- | ---- | ---- |
| Torneo de Promoción y Reserva | Alianza Lima    | Perú | 2011 |
| Torneo Clausura               | F. B. C. Melgar | Perú | 2018 |